# 1961
Il 1961 (MCMLXI in numeri romani) è un anno  del XX secolo.

## Eventi

### Gennaio
- 3 gennaio – Washington: Eisenhower annuncia la rottura delle relazioni diplomatiche tra gli Stati Uniti e Cuba.
- 8 gennaio – Francia: grazie ad un referendum, Charles De Gaulle ottiene pieni poteri per negoziare con i nazionalisti algerini.
- 17 gennaio – Elisabethville: viene ucciso l'ex-primo ministro congolese Patrice Lumumba.
- 20 gennaio – Washington: John Kennedy presta giuramento come 35º presidente degli Stati Uniti d'America. Nel suo discorso inaugurale pronuncia la famosa frase: "E dunque, miei cari Americani: non chiedete cosa può fare il paese per voi, chiedete cosa potete fare voi per il paese".
- 31 gennaio – Israele: si dimette il primo ministro David Ben Gurion.

### Febbraio
- Febbraio – l'URSS entra in contrasto con il governo albanese per la scelta del partito comunista di adottare una politica filo-cinese.
- 14 febbraio – Università di Berkeley: viene sintetizzato per la prima volta l'elemento chimico Laurenzio.
- 15 febbraio
  - Si verifica un'eclissi totale di sole.
  - Belgio: il volo Sabena 548 cade nei pressi di Bruxelles uccidendo 73 persone, tra cui l'intera squadra di pattinaggio di figura degli Stati Uniti d'America. Gli imminenti campionati mondiali di pattinaggio di figura, in programma a Praga, vengono annullati.
- 26 febbraio – Hassan II proclamato re del Marocco

### Marzo
- 1º marzo – Rivolto del Friuli: viene creato il 313º Gruppo Addestramento Acrobatico, Pattuglia Acrobatica Nazionale, meglio conosciuta come Frecce Tricolori al comando del Maggiore Mario Squarcina.
- 15 marzo – esce un articolo pubblicato dal medico australiano William McBride sugli effetti del talidomide sul feto: il farmaco causa la focomelia. Numerosissimi gli aborti, tanto che si assistette al crollo delle nascite nei mesi invernali.
- 18 marzo – il Lussemburgo vince l'Eurovision Song Contest, ospitato a Cannes, Francia.

### Aprile
- Aprile – Francia: il generale Charles De Gaulle è costretto in seguito ad una guerra sociale in Francia, a ritirare le proprie truppe dall'Algeria.
- 3 aprile – Italia: viene emesso il Gronchi rosa, un francobollo che verrà ritirato prima ancora del suo corso di validità divenendo uno dei più rari d'Italia.
- 11 aprile – New York: debutto del cantante Bob Dylan
- 12 aprile – Jurij Gagarin è il primo uomo nello spazio.
- 17 aprile – l'invasione di Cuba da parte di esuli cubani mercenari, addestrati in Guatemala dalla CIA, servizio di spionaggio statunitense, viene respinta nella baia dei Porci dalle Forze armate rivoluzionarie (FAR) cubane, comandate da Fidel Castro.
- 24 aprile – Stoccolma: recuperato dalle acque del mar Baltico il relitto della Regalskeppet Vasa, affondata 333 anni prima.
- 27 aprile – La Sierra Leone ottiene l'indipendenza dal Regno Unito.

### Maggio
- 1º maggio – primo dirottamento di un aereo di linea
- 5 maggio – Alan Shepard è il primo americano nello spazio col programma Mercury.
- 15 maggio – Città del Vaticano: Papa Giovanni XXIII promulga l'enciclica Mater et Magistra.
- 25 maggio – il presidente statunitense Kennedy annuncia al Congresso l'inizio del Programma Apollo finalizzato allo sbarco sulla Luna.
- 26 maggio-22 giugno – Conferenza internazionale per la delibera piano di Stoccolma del 1961 sulla radiodiffusione.
- 28 maggio – Londra: con un articolo pubblicato sulla rivista britannica The Observer, l'avvocato Peter Benenson lancia un appello a favore dell'amnistia per due giovani arrestati a Lisbona durante la dittatura di Antonio Salazar. Inizialmente la campagna di sensibilizzazione sarebbe dovuta durare un anno, invece l'appello attrae migliaia di sostenitori e sfocia nella costituzione di un movimento per i diritti umani: Amnesty International.
- 31 maggio – Leonard Kleinrock, ricercatore del MIT, pubblica il primo articolo sulla commutazione di pacchetto, la tecnologia che sarà alla base di internet.

### Giugno
- 4 giugno – Austria: incontro tra il presidente statunitense John F. Kennedy e il sovietico Nikita Chruščëv per discutere della messa al bando degli esperimenti nucleari e la questione di Berlino.
- 11-12 giugno – nella notte fra l'11 e il 12 giugno un gruppo di terroristi sudtirolesi/altoatesini, aderenti al Befreiungsausschuss Südtirol compie una serie di attentati dinamitardi, è la cosiddetta "notte dei fuochi".
- 15 giugno - Esce nelle edicole italiane la prima striscia della Collana Lampo in cui fa la sua prima apparizione il personaggio di Zagor creato da Guido Nolitta e Gallieno Ferri.

### Luglio
- Luglio – Egitto: iniziano le nazionalizzazioni delle industrie.
- 1º luglio – Sandringham: Nasce Diana Spencer una delle donne più famose del XX secolo e consorte di Carlo, Principe del Galles.
- 2 luglio – Stati Uniti: lo scrittore Ernest Hemingway si uccide con un colpo di fucile, a Sun Valley nello stato dell'Idaho.
- 4 luglio - cedimento del sistema di raffreddamento nel trattore del sottomarino sovietico K-19, ne consegue l'omonimo incidente.
- 11 luglio - Viene stipulato da Cina e Corea del Nord il Trattato sino- nordcoreano di mutuo soccorso ed amicizia di cooperazione.
- 20 luglio – il Kuwait aderisce alla Lega araba.

### Agosto
- 2 agosto – Liverpool: prima esibizione dei Beatles, al Cavern Club.
- 4 agosto - Hawaii: Nasce Barack Obama ad (Honolulu)
- 13 agosto – Berlino: il governo della Germania Est chiude il confine con la Germania Ovest.
- 15 agosto – nell'ambito della guerra fredda, l'esercito della Repubblica Democratica tedesca inizia la costruzione del Muro di Berlino.
- 17 agosto – Amburgo: primo concerto dei Beatles nel locale Indra. Alla fine del 1961 i Beatles s'incontreranno per la prima volta col manager Brian Epstein, che li porterà al successo.
- 30 agosto – la Ranger 1 rientra nell'atmosfera terrestre.

### Settembre
- Settembre – Stati Uniti: il governo centrale ordina la fine della segregazione razziale nei mezzi pubblici.
- 1-3 settembre – Jugoslavia: a Belgrado si tiene la prima Conferenza del Movimento dei paesi non allineati.
- 11 settembre – Svizzera: viene fondato il WWF
- 18 settembre – il segretario generale delle Nazioni Unite Dag Hammarskjöld perde la vita in un incidente aereo nei pressi di Ndola nell'attuale Zambia, le cause dell'incidente non saranno mai del tutto chiarite.
- 24 settembre – Umbria: prima marcia per la pace Perugia-Assisi

### Ottobre
- 19 ottobre – ha inizio la prima edizione del torneo goistico professionistico giapponese Jūdan.
- 24 ottobre – affonda la nave Bianca C della compagnia Costa Crociere a causa di un'esplosione nella sala macchine e del successivo incendio.
- 30 ottobre – Unione Sovietica: test nucleare della potenza di 58 megatoni, detta anche Bomba Zar; è la più potente esplosione nucleare di tutti i tempi.

### Novembre
- Novembre - URSS -  Il congresso del PCUS critica duramente l'operato di Stalin; Stalingrado cambia nome in Volgograd.
- 4 novembre – partono le trasmissioni del Secondo Programma.
- 10 novembre - URSS -  Stalingrado cambia nome in Volgograd.
- 11 novembre - Eccidio di Kindu, morti 13 Soldati Italiani.
- 20 novembre – costruzione del Muro di Berlino
- 30 novembre – New York: il birmano U Thant è il nuovo Segretario Generale delle Nazioni Unite.

### Dicembre
- 9 dicembre – Il Tanganica ottiene l'indipendenza dal Regno Unito.
- 11 dicembre – primo intervento degli USA nella guerra del Vietnam.
- 12 dicembre – nazionalizzazione senza indennizzo del 99,5% delle concessioni petrolifere dell'Iraq Petroleum Company da parte del governo iracheno di ʿAbd al-Karīm Qāsim.
- 15 dicembre – Gerusalemme: Viene emessa la sentenza di condanna a morte per il criminale nazista Adolf Eichmann.
- 18-19 dicembre - L'esercito indiano invade ed occupa Goa, colonia portoghese sulla costa occidentale dell'India.

## Nati
Ci sono circa 3 710 voci su persone nate nel 1961; vedi la pagina Nati nel 1961 per un elenco descrittivo o la categoria Nati nel 1961 per un indice alfabetico.

## Morti
Ci sono circa 970 voci su persone morte nel 1961; vedi la pagina Morti nel 1961 per un elenco descrittivo o la categoria Morti nel 1961 per un indice alfabetico.

## Calendario
| Calendario 1961 | Calendario 1961 | Calendario 1961 | Calendario 1961 | Calendario 1961 | Calendario 1961 | Calendario 1961 | Calendario 1961 | Calendario 1961 | Calendario 1961 | Calendario 1961 | Calendario 1961 | Calendario 1961 | Calendario 1961 | Calendario 1961 | Calendario 1961 | Calendario 1961 | Calendario 1961 | Calendario 1961 | Calendario 1961 | Calendario 1961 | Calendario 1961 | Calendario 1961 | Calendario 1961 | Calendario 1961 | Calendario 1961 | Calendario 1961 | Calendario 1961 | Calendario 1961 | Calendario 1961 | Calendario 1961 | Calendario 1961 | Calendario 1961 |
| --------------- | --------------- | --------------- | --------------- | --------------- | --------------- | --------------- | --------------- | --------------- | --------------- | --------------- | --------------- | --------------- | --------------- | --------------- | --------------- | --------------- | --------------- | --------------- | --------------- | --------------- | --------------- | --------------- | --------------- | --------------- | --------------- | --------------- | --------------- | --------------- | --------------- | --------------- | --------------- | --------------- |
|                 | 1               | 2               | 3               | 4               | 5               | 6               | 7               | 8               | 9               | 10              | 11              | 12              | 13              | 14              | 15              | 16              | 17              | 18              | 19              | 20              | 21              | 22              | 23              | 24              | 25              | 26              | 27              | 28              | 29              | 30              | 31              |                 |
| Gennaio         | Do              | Lu              | Ma              | Me              | Gi              | Ve              | Sa              | Do              | Lu              | Ma              | Me              | Gi              | Ve              | Sa              | Do              | Lu              | Ma              | Me              | Gi              | Ve              | Sa              | Do              | Lu              | Ma              | Me              | Gi              | Ve              | Sa              | Do              | Lu              | Ma              |                 |
| Febbraio        | Me              | Gi              | Ve              | Sa              | Do              | Lu              | Ma              | Me              | Gi              | Ve              | Sa              | Do              | Lu              | Ma              | Me              | Gi              | Ve              | Sa              | Do              | Lu              | Ma              | Me              | Gi              | Ve              | Sa              | Do              | Lu              | Ma              |                 |                 |                 |                 |
| Marzo           | Me              | Gi              | Ve              | Sa              | Do              | Lu              | Ma              | Me              | Gi              | Ve              | Sa              | Do              | Lu              | Ma              | Me              | Gi              | Ve              | Sa              | Do              | Lu              | Ma              | Me              | Gi              | Ve              | Sa              | Do              | Lu              | Ma              | Me              | Gi              | Ve              |                 |
| Aprile          | Sa              | Do              | Lu              | Ma              | Me              | Gi              | Ve              | Sa              | Do              | Lu              | Ma              | Me              | Gi              | Ve              | Sa              | Do              | Lu              | Ma              | Me              | Gi              | Ve              | Sa              | Do              | Lu              | Ma              | Me              | Gi              | Ve              | Sa              | Do              |                 |                 |
| Maggio          | Lu              | Ma              | Me              | Gi              | Ve              | Sa              | Do              | Lu              | Ma              | Me              | Gi              | Ve              | Sa              | Do              | Lu              | Ma              | Me              | Gi              | Ve              | Sa              | Do              | Lu              | Ma              | Me              | Gi              | Ve              | Sa              | Do              | Lu              | Ma              | Me              |                 |
| Giugno          | Gi              | Ve              | Sa              | Do              | Lu              | Ma              | Me              | Gi              | Ve              | Sa              | Do              | Lu              | Ma              | Me              | Gi              | Ve              | Sa              | Do              | Lu              | Ma              | Me              | Gi              | Ve              | Sa              | Do              | Lu              | Ma              | Me              | Gi              | Ve              |                 |                 |
| Luglio          | Sa              | Do              | Lu              | Ma              | Me              | Gi              | Ve              | Sa              | Do              | Lu              | Ma              | Me              | Gi              | Ve              | Sa              | Do              | Lu              | Ma              | Me              | Gi              | Ve              | Sa              | Do              | Lu              | Ma              | Me              | Gi              | Ve              | Sa              | Do              | Lu              |                 |
| Agosto          | Ma              | Me              | Gi              | Ve              | Sa              | Do              | Lu              | Ma              | Me              | Gi              | Ve              | Sa              | Do              | Lu              | Ma              | Me              | Gi              | Ve              | Sa              | Do              | Lu              | Ma              | Me              | Gi              | Ve              | Sa              | Do              | Lu              | Ma              | Me              | Gi              |                 |
| Settembre       | Ve              | Sa              | Do              | Lu              | Ma              | Me              | Gi              | Ve              | Sa              | Do              | Lu              | Ma              | Me              | Gi              | Ve              | Sa              | Do              | Lu              | Ma              | Me              | Gi              | Ve              | Sa              | Do              | Lu              | Ma              | Me              | Gi              | Ve              | Sa              |                 |                 |
| Ottobre         | Do              | Lu              | Ma              | Me              | Gi              | Ve              | Sa              | Do              | Lu              | Ma              | Me              | Gi              | Ve              | Sa              | Do              | Lu              | Ma              | Me              | Gi              | Ve              | Sa              | Do              | Lu              | Ma              | Me              | Gi              | Ve              | Sa              | Do              | Lu              | Ma              |                 |
| Novembre        | Me              | Gi              | Ve              | Sa              | Do              | Lu              | Ma              | Me              | Gi              | Ve              | Sa              | Do              | Lu              | Ma              | Me              | Gi              | Ve              | Sa              | Do              | Lu              | Ma              | Me              | Gi              | Ve              | Sa              | Do              | Lu              | Ma              | Me              | Gi              |                 |                 |
| Dicembre        | Ve              | Sa              | Do              | Lu              | Ma              | Me              | Gi              | Ve              | Sa              | Do              | Lu              | Ma              | Me              | Gi              | Ve              | Sa              | Do              | Lu              | Ma              | Me              | Gi              | Ve              | Sa              | Do              | Lu              | Ma              | Me              | Gi              | Ve              | Sa              | Do              |                 |

## Premi Nobel
In quest'anno sono stati conferiti i seguenti Premi Nobel:
- per la Pace: Dag Hjalmar Agne Carl Hammarskjoeld
- per la Letteratura: Ivo Andrić
- per la Medicina: Georg von Békésy
- per la Fisica: Robert Hofstadter, Rudolf Ludwig Mössbauer
- per la Chimica: Melvin Calvin